# Tirreno (mitologia)
Tirreno (in greco antico: Τυρρηνός?, Tyrrhēnós; in latino Tyrrhenus) è un personaggio della mitologia greca ed è l'eroe eponimo dei Tirreni, nome con il quale erano conosciuti nel mondo greco gli Etruschi.
Secondo Velleio Patercolo è anche l'eponimo del Mar Tirreno.

## Genealogia
Era figlio di Ati o di Eracle ed Onfale od anche di Telefo.
Non sono noti nomi di spose o progenie.
Pausania parla di un personaggio di nome Tirseno nato da Eracle e da una "donna della Lidia" che potrebbe corrispondere ad Onfale. Questo personaggio può (anche equivocamente) essere ricondotto a Tirreno.

## Mitologia
Dopo una carestia che afflisse le terre del regno del padre fu costretto ad emigrare insieme alla maggior parte della popolazione. 

Secondo Erodoto, che riporta una tradizione lidia, Tirreno condusse la migrazione della sua gente dapprima nella città di Smirne, il porto dove costruì le navi con cui attraversò il Mediterraneo, per poi sbarcare sulle coste dell'Italia e stabilirsi in Umbria, il luogo dove da quel primo insediamento si formarono gli Etruschi. 

Tirreno inoltre, assegnò al suo popolo un ecista di nome Tarconte, che divenne l'eponimo della città etrusca di Tarquinia.

### Dissidenze sulla tradizione
La storia è stata messa in dubbio da Xanto Lidio, che nei suoi scritti asserì di non aver mai sentito parlare di un uomo nominato "Tirreno". Stando alla sua testimonianza, inoltre, i figli di Ati furono solo Lido e Torebo ma nessuno dei due sarebbe mai emigrato.

Le stesse opinioni di Xanto Lidio sono riportate da Dionigi di Alicarnasso.
Secondo l'etruscologo francese Dominique Briquel la tradizione lidia riportata da Erodoto fu però una deliberata fabbricazione in chiave politica (creata tra la fine del VI secolo a.C. e l'inizio del V secolo a.C.) alla corte ellenizzata di Sardi e che fu, come ogni altra tradizione greca «tramandata sulle origini del popolo etrusco sono soltanto l’espressione dell’immagine che i suoi alleati o avversari volevano divulgare. Per nessun motivo racconti di questo genere vanno considerati documenti storici».
Secondo altri studiosi, questa tradizione lidia sulla migrazione di Tirreno sarebbe nata a Siracusa intorno al VI-V secolo a.C. Siracusa inoltre fu una città della Magna Grecia spesso in conflitto contro gli Etruschi.

## Omaggi
- In suo onore è stato così chiamato uno degli elicotteri Chinook CH-47 del Reggimento Antares di Viterbo, città di probabile origine  etrusca. [12]